# Мирко Кодич
Мирко Кодич (на сръбски: Мирко Кодић) е сръбски и югославски акордеонист и композитор.

## Биография
Роден е на 29 ноември 1957 г. в Ясеново край Свилайнац, Югославия. Ученик е на Витомир Животич, в стила на школата на свирене на популярната Мия Крневац.От самото начало иска да си сътрудничи с велики хора като Миролюб Аранджелович - Кемиш. Много му помага решението на Шабан Шаулич да стане част от неговия оркестър. Мирко Кодич е аранжор на Яшар Ахмедовски и много други известни певци.
Светлана Ражнатович през 1988 г. записва първия си албyм „Цветаĸ зановетаĸ“ със съдействието на Мирко Кодич и така става популярна.
Автор е на много композиции за югославски певци и певци, той е автор и на много „хитове“, които са инструментални композиции на танци, наречени коло.
Той е класиран сред сръбските художници с голяма репутация, въпреки относително ниския комерсиален успех. В дългогодишната си кариера издава голям брой албуми.

## Дискография
- Мирко Кодич и Велизар Матушић (1976)
- Квартет Мирка Кодића и Радомира Маринковића (1977)
- Кола (1979)
- Фестивал Илиџа '79 (1979)
- Квартет Мирка Кодића и Радомира Маринковића (1979) 2
- Кола (1979) 2
- Нова златна хармоника (1979)
- Незаборавне песни (1979)
- Народна кола (1980)
- Мирко Кодич и Любиша Илић (Зоричино коло) (1981)
- Залюбено сърце (1982)
- Дијаманти (1984)
- Кобац коло (1985)
- Текила са-са (Хит кола) (1986)
- Нова кола (1988)
- Найлепша кола (1989)
- Фолк екстра (1990)
- Фолк Екстра (1990) 2
- Кола (1992) 3
- Мирко Кодич – Нова кола (1993)
- Мирко Кодич – Нова кола (1995) 2
- Мирко Кодич и Далибор Маркович (1995)
- Найнова кола (2002)
- Найлепша кола (2003)2
- Кола (2009) 4